# Miha Marinko
Miha Marinko (8. září 1900 – 19. srpen 1983) byl slovinský a jugoslávský politik, účastník národněosvobozeneckého boje a národní hrdina Jugoslávie.

## Život a politická činnost
Narodil se v Trbovlji. Pracovat musel začít kvůli rodinným poměrům ve třinácti. Zapojuje se do dělnického hnutí a odborů. Členem Svazu komunistické mládeže Jugoslávie (SKOJ) byl od jeho vzniku v roce 1919 a po vojenské službě se v roce 1923 stal členem Komunistické strany Jugoslávie.
Podílel se na mnoha stávkách jako jejich organizátor a vůdce. V roce 1924 byl spolu s větším počtem horníků zatčen, když se zapojil do bojůvek s fašistickou organizací Orjuna, jejíž ozbrojené sbory předtím na horníky zaútočily. Po propuštění z vazby Marinko emigroval do Francie. Zde nejen pracoval, ale zapojil se také do revoluční činnosti jako člen jugoslávské sekce Komunistické strany Francie. Francii opustil v roce 1931 a přes Berlín odešel do Moskvy, kde navštěvoval mezinárodní komunistickou univerzitu. Do Jugoslávie se vrátil v roce 1933 a stal se tajemníkem slovinského oblastního výboru Komunistické strany Jugoslávie. V roce 1934 byl zvolen členem ústředního výboru Komunistické strany Jugoslávie.
V roce 1937 byl nejprve opětovně zvolen do ústředního výboru strany. Poté se spolu s dalšími dobrovolníky rozhodl zapojit do boje proti fašistům ve Španělsku. V Paříži ho ale zastihla směrnice ústředního výboru strany, aby se vrátil do Jugoslávie. V prosinci 1939 se pak podílel na další stávce.
Po dubnové válce a okupaci Jugoslávie se Marinko stal jedním z organizátorů národněosvobozeneckého boje ve Slovinsku. V prosinci 1941 byl zatčen Italy v Lublani společně s Tone Tomšičem, Vidou Tomšičovou a Pepcou Kardeljovou. Italové pak skupinu zadržených slovinských odbojářů vydali říšskoněmecké státní tajné policii, ta je ale za dva měsíce vydala zpět Italům, kteří je postavili před vojenský soud. Soud Marinku 16. května 1942 odsoudil k trestu odnětí svobody v délce třiceti let. Trest vykonával až do kapitulace Itálie (září 1943). Poté se opět zapojil do národněosvobozeneckého boje – byl činný především jako politický organizátor, a to nejen ve Slovinsku, ale i v Makedonii.
Po osvobození Jugoslávie působil ve vrcholných funkcích na úrovni republiky i federace. Byl předsedou slovinské vlády (1945 – 1953), poté byl předsedou Lidové skupščiny Lidové republiky Slovinsko (do 1962). Poslaneckou funkci vykonával několik volebních období. Byl členem ústředního výboru Svazu komunistů Jugoslávie i jeho orgánů a v letech 1948 až 1966 i předsedou ústředního výboru Svazu komunistů Slovinska.
Byl nositelem vysokých jugoslávkých vyznamenání. 27. listopadu 1953 obdržel Řád národního hrdiny. Zemřel 19. srpna 1983 a je pochován na Hřbitově národních hrdinů v Lublani.